# Dink Templeton
Robert Lyman Templeton (27 de maio de 1897 — 7 de agosto de 1962) foi um atleta de salto em distância e salto em altura e jogador de rugby union estadunidense, campeão olímpico.

## Carreira
Ele se formou na Palo Alto High School e em 1914 ingressou na Universidade Stanford. Seus estudos foram interrompidos pela Primeira Guerra Mundial, durante a qual serviu na Força Aérea, e se formou na Faculdade de Direito de Stanford em 1921. Durante seus estudos, ele representou o Stanford Cardinal no rugby, atletismo e futebol americano.
Ele integrou a equipe da Seleção dos Estados Unidos que conquistou a medalha de ouro nos Jogos Olímpicos de Verão de 1920 em Antuérpia. Na partida disputada no Estádio Olímpico em 5 de setembro de 1920, a seleção americana derrotou a favorita francesa por 8–0. Como esta foi a única partida disputada nesta competição, significou que os jogadores norte-americanos conquistaram a medalha de ouro. Nesses jogos, ele também conquistou o quarto lugar no salto em distância, no qual seu recorde pessoal foi de 7.085 m. Porém, perdeu a chance de disputar sua principal competição, o salto em altura, devido ao uso de uma técnica californiana proibida. Juntamente com outros medalhistas de ouro do rugby union, ele foi incluído no Hall da Fama do IRB em 2012.